# Luigi Sementini
Luigi Sementini (Napoli, 1775 – Napoli, 26 giugno 1847) è stato un chimico e medico italiano.
Nacque a Napoli dal famoso fisiologo Antonio che lo indirizzò verso gli studi delle Lettere e delle Scienze. A 18 anni fu ammesso per concorso come medico presso l'Ospedale degli Incurabili di Napoli. Nel 1799, anno delle turbolenze politiche che portarono alla Repubblica Napoletana, abbandonò la città natale per riparare in terre straniere dove si dedicò ad approfondire gli studi di Chimica e Fisica. Rientrato a Napoli pubblicò le sue Istituzioni chimiche teorico-pratiche (1803, 3 voll.) nelle quali inserì teorie che avrebbero successivamente influenzato la Scienza. Nel 1808 venne nominato professore di Chimica filosofica presso la Regia Università di Napoli. Qui scrisse e pubblicò memorie mediche sul muriato di calce (1808), una sulla incombustibilità (1808), un'altra in cui espose nuovi metodi per l'estrazione del potassio (1810), un trattato di chimica filosofica (1813), alcuni esperimenti e pensieri sulla bacchetta divinatoria (1810) e altri volumi relativi alla Chimica e alla Fisica. Nel 1845 prese parte alla Settima riunione degli scienziati italiani che si tenne a Napoli.
Morì a Napoli nella notte fra il 25 e il 26 maggio 1847, donando all'Università della città parte del suo patrimonio a favore dello studio della Chimica applicata alla Medicina.

## Opere
- Memoria sull'uso del muriato di calce nelle malattie linfatiche, e specialmente nelle affezioni scrofolose, Napoli, Angelo Coda, 1808.
- Sul preteso fenomeno del incombustibilità, Napoli, Vincenzo Cava, 1808.
- Memoria sui metalli della potassa e della soda, e sul gas idrogeno potassiato, Napoli, Stamperia Simoniana, 1810.
- Pensieri e sperimenti sulla bacchetta divinatoria, Napoli, Tipografia di Angelo Trani, 1810.